# I Rantzau

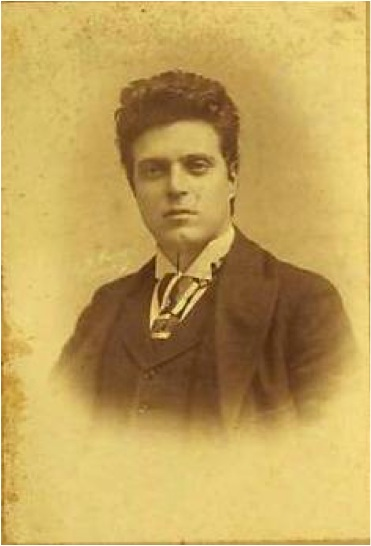
Pietro Mascagni 1895

I Rantzau är en italiensk opera i fyra akter med musik av Pietro Mascagni och libretto av Guido Menasci och Giovanni Targioni-Tozzetti efter pjäsen Les Rantzau (1873) av de franska författarna Erckmann och Chatrian byggd på deras roman (1882) Les Deux Frères (De två bröderna).
Den spelades första gången på Teatro della Pergola i Florens den 10 november 1892.
Ouvertyren blev populär och spelades in i Berlin 1927 med Mascagni som dirigent. Sopransolot i akt I är ett bra exempel på äkta verismaria och har en känslomässig inverkan liknande Mascagnis opera Cavalleria rusticana. Sopran/tenorduetten är imponerande nog, men opera är antagligen den minst uppsatta av Mascagnis "andra" operor med endast en inspelning av hela operan.

## Roller
| Personer        | Röststämma  | Premiärbesättning 10 november 1892 (Dirigent: Rodolfo Ferrari ) |
| --------------- | ----------- | --------------------------------------------------------------- |
| Gianni Rantzau  | baryton     | Mattia Battistini                                               |
| Giorgio         | tenor       | Fernando De Lucia                                               |
| Luisa           | sopran      | Hariclea Darclée                                                |
| Giacomo Rantzau | bas         | Luigi Broglio                                                   |
| Fiorenzo        | baryton     | Edoardo Sottolana                                               |
| Giulia          | mezzosopran | Stefania Collamarini                                            |
| Lebel           | tenor       | Giovanni Paroli                                                 |